# Dagghagen
Dagghagen är ett naturreservat i Lärbro och Hellvi socknar i Region Gotland på Gotland.
Området är naturskyddat sedan 2008 och är 182 hektar stort. Reservatet består till en del av äldre barrdominerad sumpskog, men inom det naturskyddade området finns också lövängen Hammarsänget. Det är ett änge som länge har hävdats. Eken är det dominerande trädslaget. Örtfloran är rik, och i änget finns bland annat vitsippa, gullviva, maj- och knölsmörblomma, mandelblom, svinrot, humleblomster, höskallra, korskovall, teveronika, vitmåra, sammetsdaggkåpa, käringtand och sibirisk björnloka. De vanligaste orkidéerna är S:t Pers nycklar, Johannesnycklar, brudsporre, tvåblad och vit skogslilja.

## Bilder

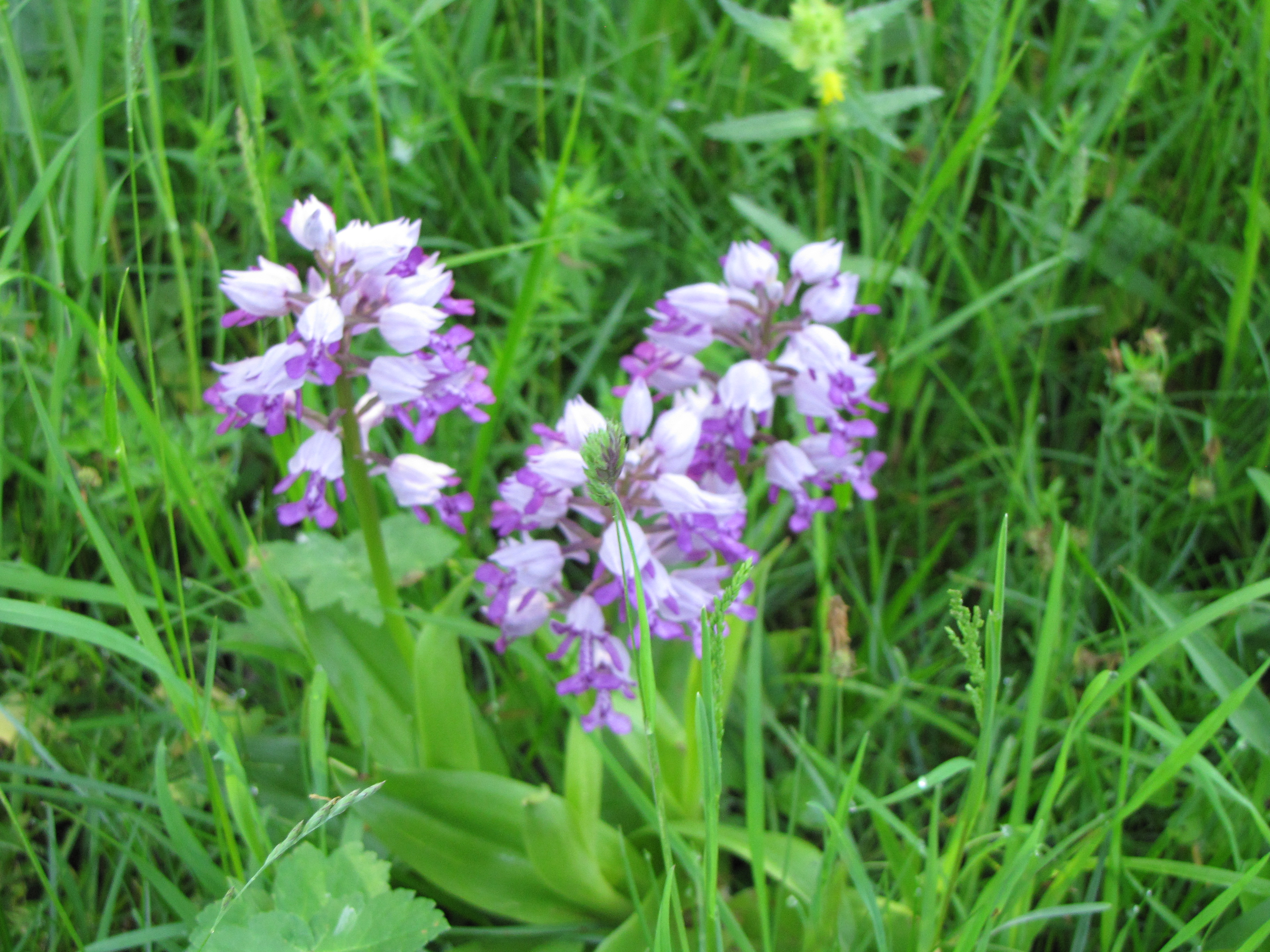
Johannesnycklar i Hammarsänget
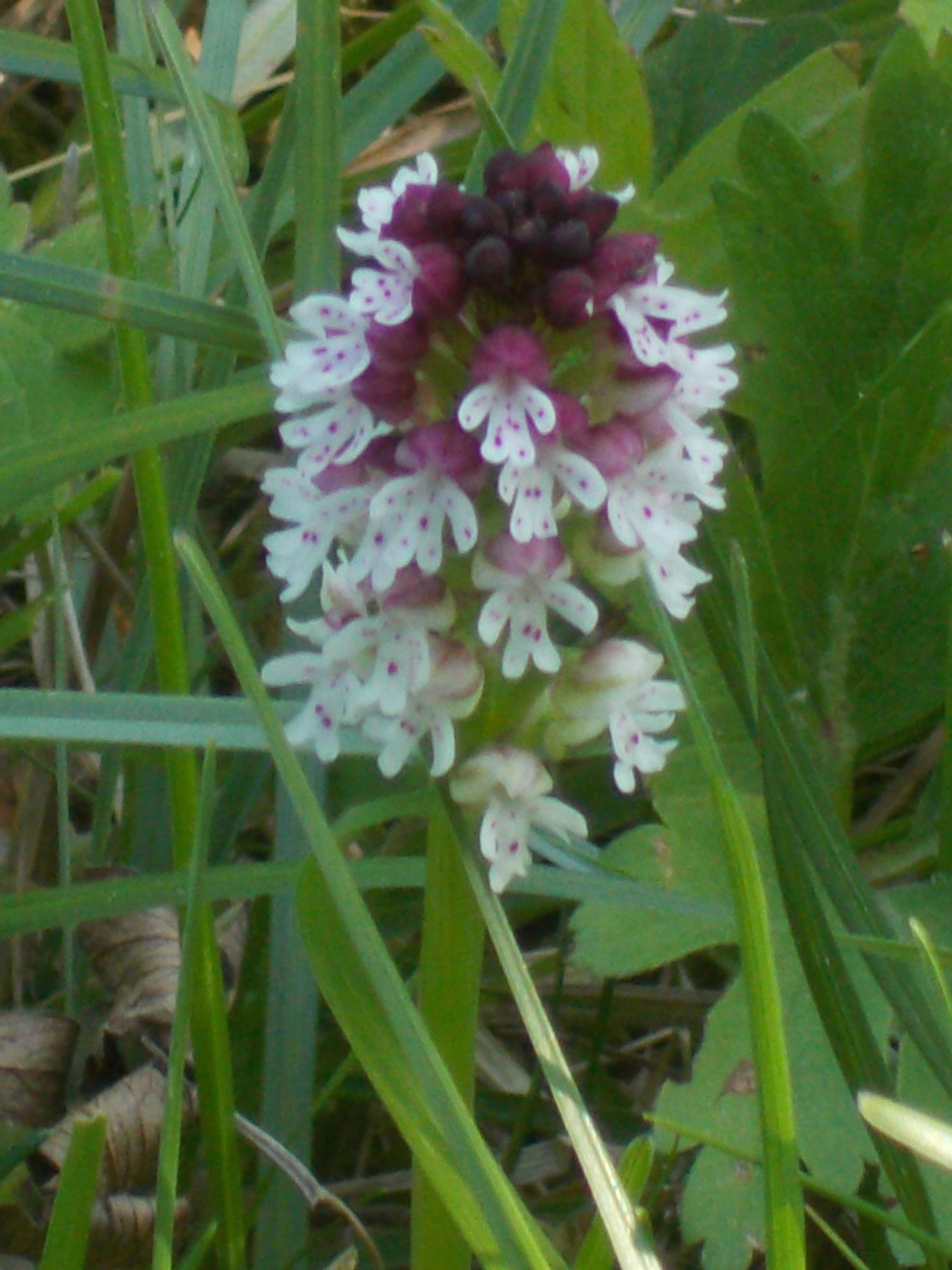
Krutbrännare i Hammarsänget
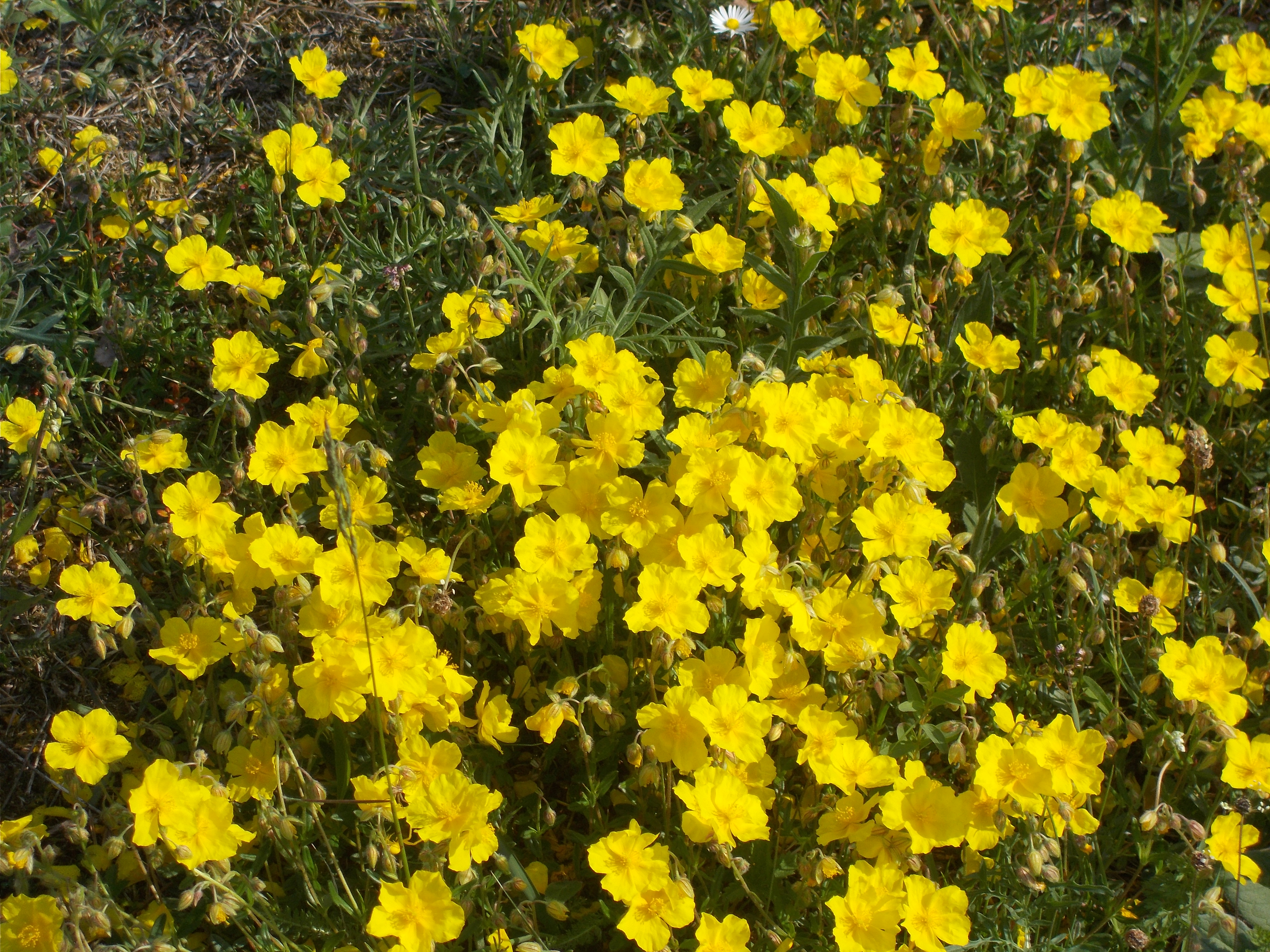
Solvända i Hammarsänget